# Perizoma vacillans
Perizoma vacillans är en fjärilsart som beskrevs av W. Warren 1905. Perizoma vacillans ingår i släktet Perizoma och familjen mätare. Inga underarter finns listade i Catalogue of Life.